# Militära grader i Sydafrikas flotta

Sydafrikas örlogsflagga.

Militära grader i Sydafrikas flotta visar den hierarkiska ordningen i den Sydafrikanska republikens sjöstridskrafter.

## Flaggmän
Flag Officers
- Admiral Amiral
- Admiral Vice amiral
- Rear Admiral Konteramiral
- Rear Admiral (JG) Flottiljamiral

## Regementsofficerare
Senior Officers
- Captain Kommendör
- Commander Kommendörkapten
- Lieutenant-Commander Örlogskapten

## Kompaniofficerare
Junior Officers
- Lieutenant Kapten
- Sub-Lieutenant Löjtnant
- Ensign  Fänrik

## Specialistofficerare
Warrant Officers
- Level 1 Warrant Officer: Master Chief Warrant Officer Flottiljförvaltare. Denna grad innehas av den som är försvarsmaktens chefsförvaltare (Warrant Officer of the SANDF).[1]
- Level 2 Warrant Officer: Senior Chief Warrant Officer Flottiljförvaltare. Denna grad innehas av den som är flottans chefsförvaltare (Warrant Master at Arms Navy).[2] Den kan även innehas av en chefsförvaltare för en stabsavdelning (WO Division) för specialistofficershögskolan (Warrant Officer in Charge of the Warrant Officer Academy).[1][3]
- Level 3 Warrant Officer: Chief Warrant Officer Flottiljförvaltare. Denna grad innehas av den som är kustflottans chefsförvaltare (Fleet Master at Arms).[4]
- Level 4a Warrant Officer: Master Warrant Officer Flottiljförvaltare. Denna grad innehas av den som är chefsförvaltare vid en örlogsbas (Base Master at Arms).[4]
- Level 4 Warrant Officer: Senior Warrant Officer Flottiljförvaltare. Denna grad innehas av fartygets chefsförvaltare (Coxswain).[4][5]
- Warrant Officer 1st Class Flottiljförvaltare. För befordran till denna grad krävs minst 5 års anställning som förvaltare.[5]
- Warrant Officer 2nd Class Förvaltare. För befordran till denna grad krävs minst 5 års anställning som fanjunkare.[5]

## Kadetter
Midshipmen
- Midshipman Flaggkadett

## Plutonsbefälochsjömän
Ratings
- Chief Petty Officer Fanjunkare För befordran till denna grad krävs minst 5 års anställning som förste sergeant.[5]
- Förste sergeant För befordran till denna grad krävs minst 3 års anställning som sergeant.[6]
- Leading Seaman  Sergeant För befordran till denna grad krävs minst 2 års anställning som korpral.[6]
- Able Seaman  Korpral För befordran till denna grad krävs minst 2 års anställning som sjöman.[6]
- Seaman Sjöman

## Militär själavårdspersonal

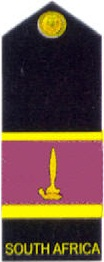
Vipra

Militär själavårdspersonal bär graden Chaplain och är vederlikar med kommendörer. 
- Kristen militär själavårdspersonal tilltalas vanligen med Padre. De kan även tilltalas efter det bruk som finns i deras eget samfund: Fader, Pastor, Umfundisi (Zulu och Xhosa), Moruti (Sotho), Dominee (Afrikaans) etc. Deras tjänstegradstecken är ett chi-ro (XP) monogram omgivet av en triangel.

- Hinduisk militär själavårdspersonal tilltalas med Vipra. Deras tjänstegradstecken är en lampa med flamma.

- Muslimsk militär själavårdspersonal har inte militär status, utan är deltidstjänstgörande i flottan. De tilltalas med Imam.

Källa: